# Киргизы
Кирги́зы (самоназвание — кыргызы, ед. ч. кирг. кыргыз [qɯrʁɯz], мн. ч. кирг. кыргыздар [qɯrʁɯzdar]) — тюркский народ и основное население Кыргызстана. Проживают также в Узбекистане, Китае, Таджикистане, России, Казахстане, Турции и США. Язык — киргизский, входящий в киргизско-кыпчакскую подгруппу кыпчакской группы тюркских языков.

## Этногенез
Современные киргизы представляют собой сложносоставной этнический коллектив, который сложился на территории современного Кыргызстана на основе смешения следующих условных компонентов:
- древнекиргизский — древние и средневековые кыргызы Восточного Притяньшанья и Минусинской котловины;
- древнетюркский — домонгольское тюркоязычное население на территории современного Кыргызстана, восходящие к средневековым племенным союзам тюргешей, огузов и карлуков;
- дешти-кипчакский — родоплеменные объединения дешти-кипчакского происхождения, о чём свидетельствуют история развития современного киргизского языка и этно-культурная близость киргизов с казахами, каракалпаками, ногайцами и узбеками, у которых фиксировались кыпчакские диалекты узбекского языка.
- могольский — тюрко-монгольские племена, пришедшие в эпоху монгольского завоевания Центральной Азии или сформировавшиеся на территории государства Моголистан.

Древний этноним «кыргыз» часто встречается в разных частях обширного тюркского мира. Древнекитайский историограф Сыма Цянь упоминает в «Исторических записках» о существовании владения древних кыргызов (隔昆, Гэкунь, Gekun) в 201 году до н. э. Сведения о вассальном хуннам владении Кыргыз (堅昆, Цзянькунь, Jiankun) в 49 году до н. э. к северу от восточных границ усуней, к западу от хунну и к северу от города Чэши (Турфан) упоминаются в «Истории ранней династии Хань». Советский востоковед и специалист по исторической географии Л. А. Боровкова локализовала его в Восточном Тянь-Шане к северу от хребта Боро-Хоро и к западу от пустыни Дзосотын-Элисун.
О народе, именуемом «кыргыз» и проживавшем предположительно в долине реки Енисей, писали средневековые китайские, арабо-персидские и древнетюркские источники. Енисейские кыргызы находились под властью Тюркского и Уйгурского каганатов. В VI веке распался Тюркский каганат, а после продолжительного противостояния Кыргызский каганат сокрушил в 840 году Уйгурский каганат и распространил свою власть на территорию от Иртыша до Амура.
В. В. Радлов, В. В. Бартольд и А. Н. Бернштам и О. К. Караев считали, что процесс переселения енисейских кыргызов на Тянь-Шань был многоэтапным и, по всей видимости, начался в IX веке и завершился в XV веке.
В начале 1960-х годов с серией работ по этногенезу киргизов выступил специалист по киргизской истории К. И. Петров. Согласно гипотезе Петрова, на Алтае одна из ветвей енисейских кыргызов, в союзе с кимаками и восточными кипчаками, образовали независимые уделы. С IX по XIII вв. на Алтае и в Прииртышье шло смешение енисейских кыргызов, кимаков и восточных кипчаков. На базе этого смешения появились «алтайские кыргызы» и сложился киргизский язык.
В конце 1980-х О. К. Караев, Ю. С. Худяков, В. Я. Бутанаев, Т. К. Чоротегин выступили против концепции алтайского этапа развития киргизского этноса. По мнению этих исследователей, процесс формирования центрально-азиатского протоядра киргизского народа завершился до 840 г. в Минусинской котловине. Часть племён переселилась в Восточный Туркестан в результате военного похода в 843 г. в города Бешбалык и Аньси (через которые пролегал Великий шёлковый путь). В дальнейшем именно эта группа сыграла основную роль при формировании киргизского народа.
Во многих средневековых арабо-персидских источниках имеются сведения о местах расселения этнических групп, маркируемых этнонимом «кыргыз», в IX—XII вв. н. э., в соседстве с древними уйгурами, карлуками, чигилями, ягма и кимаками. Эти сведения свидетельствуют о проживании енисейских кыргызов в Восточном Тянь-Шане ещё в домонгольскую эпоху. Кыргызы упоминаются в труде арабского географа X века аль-Истахри «Книга путей и стран», в которой он пишет: «Эти горы стоят обособленно от Мавераннахра, растягиваясь до глубинной территории тюрков вплоть до местностей Илак (Ангрен) недалеко от кыргызов и Шаша».
До монгольского вторжения в начале XIII века на территории современного Кыргызстана была сформирована единая этно-культурная общность, которая разговаривала на тюркском языке, разделяла общую тюрко-персидскую культуру и исповедовала ислам. Видный этнограф Абрамзон считал, что этническим ядром киргизского народа могли стать, прежде всего, тюркоязычные племена, историческая жизнь которых протекала на близко примыкающих к территории современного Кыргызстана пространствах Центральной Азии.
В XIII веке вся территория современного Кыргызстана была включена в состав монгольских государств — улусов Чагатая, а затем Хайду, а после распада последнего в XIV в. — в состав Моголистана. В этом регионе сохранялся кочевой быт, на эти земли мигрировало бо́льшее количество тюрко-монгольских кочевников в сравнении с другими регионами Монгольской империи. При превосходящей численности близких по общей кочевой культуре тюркских народов, монголоязычные племена довольно скоро подверглись тюркизации.
Известно, что в связи с разгромом Тамерланом моголистанских улусов Енге-торе и Камар-ад-Дина в 80-е годы XIV века некоторая часть моголов, в том числе киргизов Восточного Притяньшанья и Семиречья, отступила за Иртыш. Петров считал, что сосредоточение большой массы киргизских племён на Алтайско-Хангайском нагорье в начале XV века привело к возвышению киргизов в ойратской среде, в частности в лице Угэчи-кашка и его сына Эсеху-хана. 

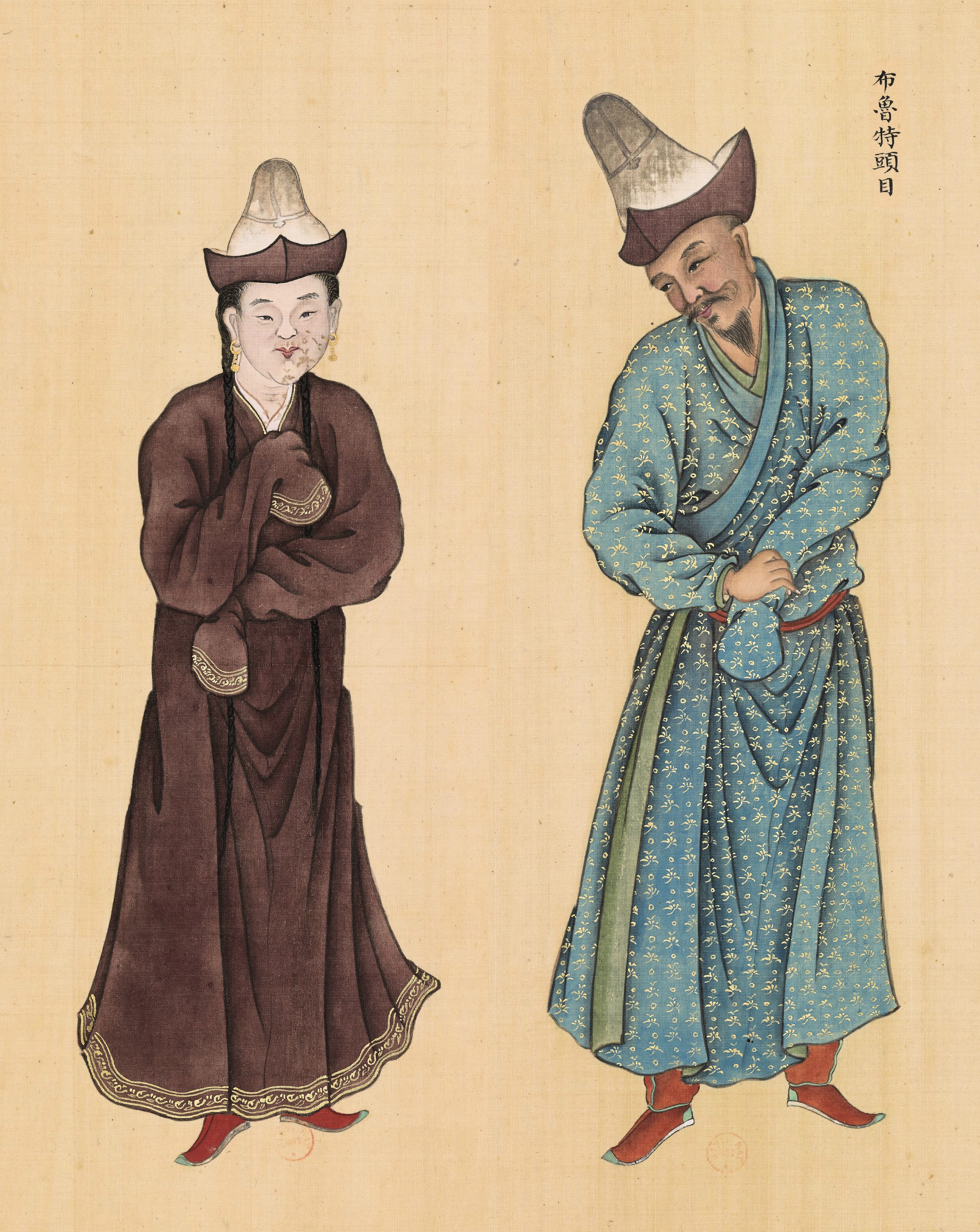
Знатный киргиз с супругой, Хуан Цин Чжигун Ту, 1769

В 1470—1471 гг. ойратский союз во главе с Амасанджи-тайши (Эсмет-нойон) сыном чоросского нойона Эсена-тайши, теснимые восточными монголами, вторглись в пределы ослабленного междоусобными войнами Моголистана. Трёхсоттысячная армия Амасанджи-тайши разгромила войско Йунус-хана на реке Или. Йунус-хан со своим улусом отступил на запад в Ташкентский оазис и Фергану. Киргизские племена, выделившиеся из ойратского союза в XV веке, превратились в доминирующую группу в Моголистане, заняли богатые пастбищами районы Притяньшанья и получили возможность прямого выхода к оседло-земледельческим центрам Восточного Туркестана и Ферганы.
Несмотря на существование различных концепций появления енисейских кыргызов на Тянь-Шане, подавляющее большинство исследователей сходятся во мнении, что завершающие этапы этногенеза киргизского народа протекали в государстве Моголистан. Территория Моголистана включала в себя не только часть современного Кыргызстана, но и значительные пространства Восточного Притяньшанья и Семиречья, то есть ту устойчивую этническую территорию, на которой формировались будущие компоненты киргизского народа. В XV—XVI вв. киргизские племена, объединившись с могольскими племенами, образовали единый киргизский этнос.

## Генетика
В генетическом отношении киргизы занимают промежуточное положение между Алтае-Саянским регионом Южной Сибири и степным регионами Центральной Азии — R1a1a-Z93 (42,1 %), C-M130 (33,1 %), N1a2b-P43 (12,1 %), O-M175 (3,7 %), R1b1b1-M73 (3,3 %), Q-M242 (1,2 %), G-M201 (1,2 %).
Высокая частота Y-хромосомной гаплогруппы C у киргизов объясняется интенсивными миграциями центральноазиатских степных народов в районы предполагаемого очага образования киргизского этноса. В популяции киргизов Тянь-Шаня центрально-азиатские варианты Y-хромосомной гаплогруппы С составляют 44 %. В популяции киргизов Памира частота «сибирской» Y-хромосомной гаплогруппы N1b (N1a2b) достигает 24 %.
У киргизов Китая преобладают Y-хромосомные гаплогруппы C и R1a1a.

## Этноним

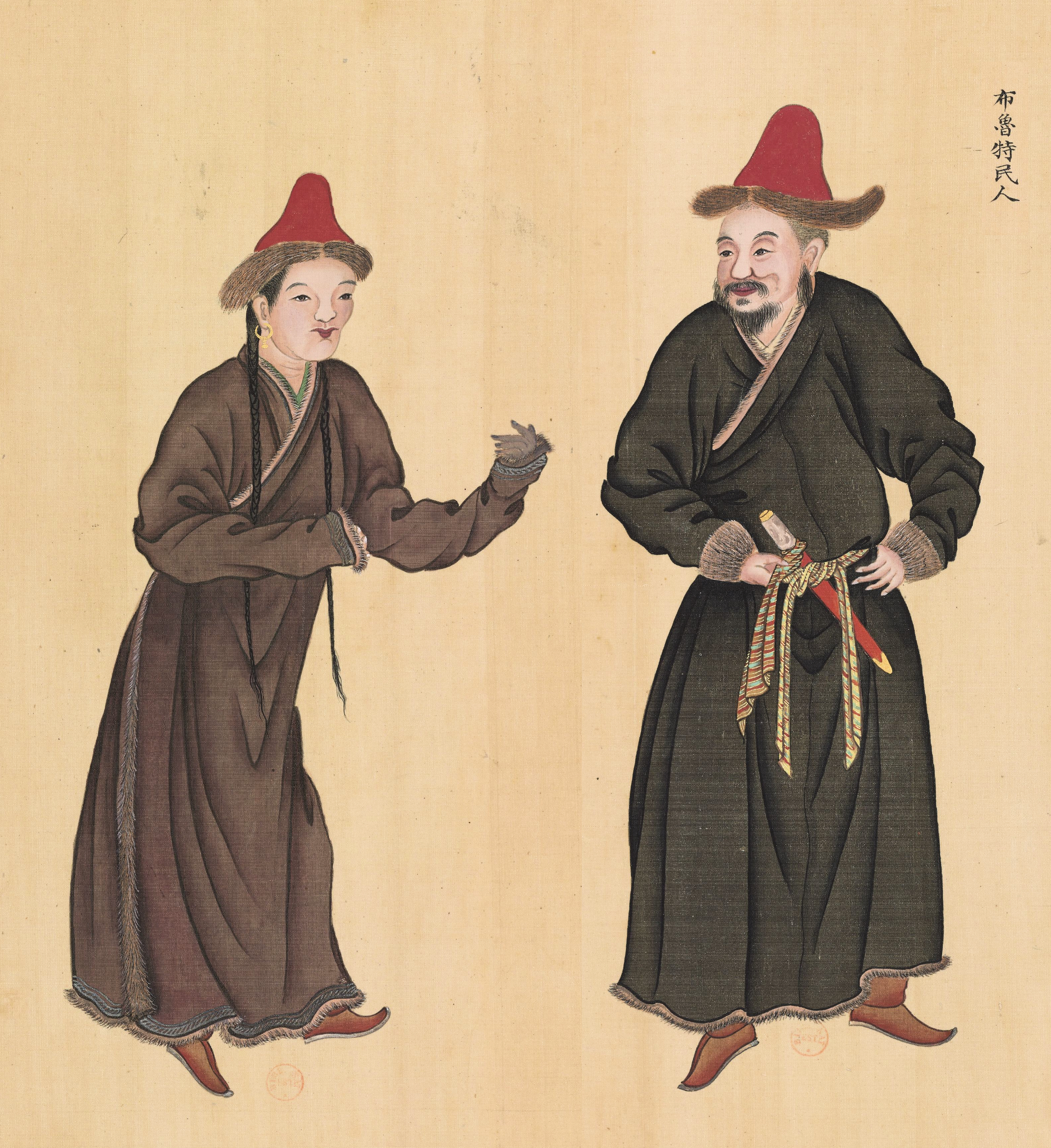
Киргизский простолюдин с супругой, Хуан Цин Чжигун Ту, 1769

Этноним «кыргыз» (др. кырг. 𐰴𐰃𐰺𐰴𐰕, Qïrqïz) этимологически восходит к общетюркской глагольной основе кыр-/кырк- «стричь», «истреблять», «уничтожать», «вырывать с корнем» (ср. с якут. кыргыс — «воин», «побоище», «сражение», ср. с монг. хярга — «стричь», «подрезать», Хяргас-Нуур — озеро Кыргыз Нур в Монголии).
Народная этимология связывает происхождение названия «кыргыз» к числительным «сорок» — «сорокаплеменный народ» (тюрк. кырк «сорок» и -ыз — древний суффикс множественного числа) или кырк+гыз «сорок огузов». Слово гыз/гуз/огуз передает значение «племя» и «объединение племён». В Юань ши приводится легенда о том, как «40 девушек земли Хань вступили в брачный союз с мужчинами Усы (верхний приток Енисея). По этому значению и назвали свои земли» (тюрк. кырк «сорок» и кыз «девушка»).
Некоторые исследователи (Шабалов, Усеев) высказывали предположение о связи «кыргыз» с кыргый (кирг. кыргый «ястреб»).
Зуев расшифровывает этноним исходя из тюркской лексики кыр + кун или «степь + кун» то есть «степные гунны». Он считал, что происхождение древних кыргызов было связано с движением хунну на запад.
Этноним «кыргыз» в средневековых арабо-персидских источниках передавался как хырхыз, хырхыр, а в китайских — гэкунь (隔昆, Gekun), цзянькунь (堅昆, Jiankun), сяцзясы (黠戛斯, Xiajiasi), цзилицзисы (吉利吉思, Jilijisi), в древнетюркских, древнеуйгурских и согдийских текстах — кыргыз (Qïrqïz).
Русские в XVIII — начале XX века называли киргизами также казахов в форме киргиз-кайсаки, киргизы, киргизцы, то есть не делая разделения между казахами и собственно киргизами. Распространение на казахов названия киргизы сначала у джунгар, потом у русских, по мнению Бартольда, произошло потому, что кочевьями казахов заполнялось все пространство между кочевьями тяньшанских и енисейских кыргызов, то есть из-за географической и этнокультурной близости этих народов.
Собственно киргизов русские именовали алатай-киргиз, буруты, закаменные киргизы, дикокаменные киргизы и кара-киргизы.

Русский историк Левшин в начале XIX века:

Азиатцы называют ныне народ сей кара-киргизами, то есть черными киргизами и бурутами, а русские к сим двум именам прибавили ещё два: дикие киргизы, и закаменные киргизы. Дикими назвали их, как говорят, потому, что они храбрее киргиз-казаков и жестокостию своею ещё страшнее их в грабежах купеческих караванов. Закаменными прозвали их жители сибирские, вероятно, потому, что они живут в горах, а в Сибири, по уверению путешественников, под словами в камне и за камнем разумеют вообще горы…
… Набеги и грабежи древних или подлинных киргизов на сибирские города и селения сделали имя их столь страшным и ненавистным, что россияне, вместо брани, дали оное и казачьим ордам [казахам], которые после киргизов наиболее делали вреда южным областям Сибири…

Название бурут для обозначения тяньшаньских киргизов использовали джунгары и китайцы эпохи Цин.

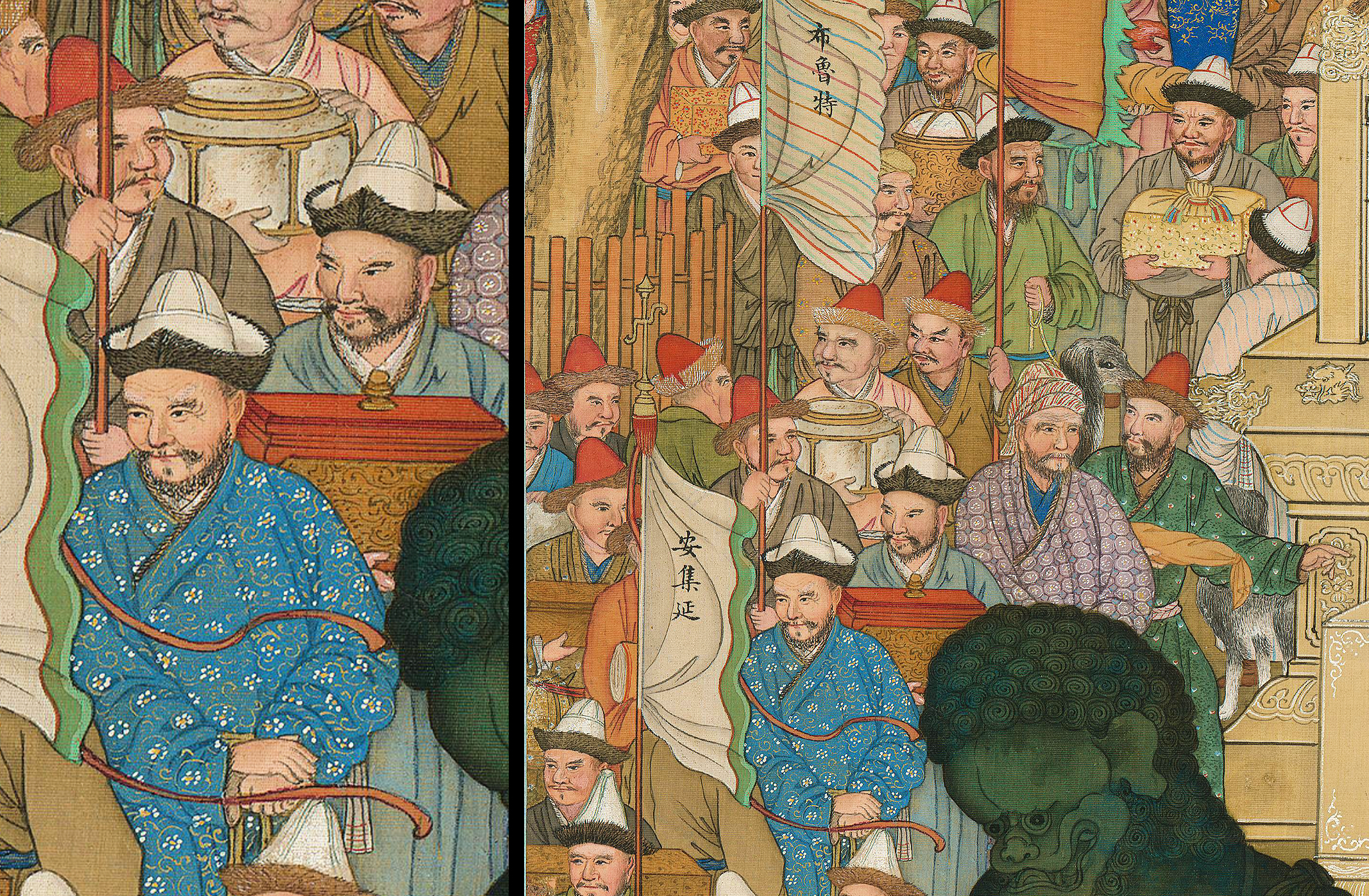
Кыргызские делегаты в Пекине (布魯特, Bùlǔtè, Бурут), 1761 г.

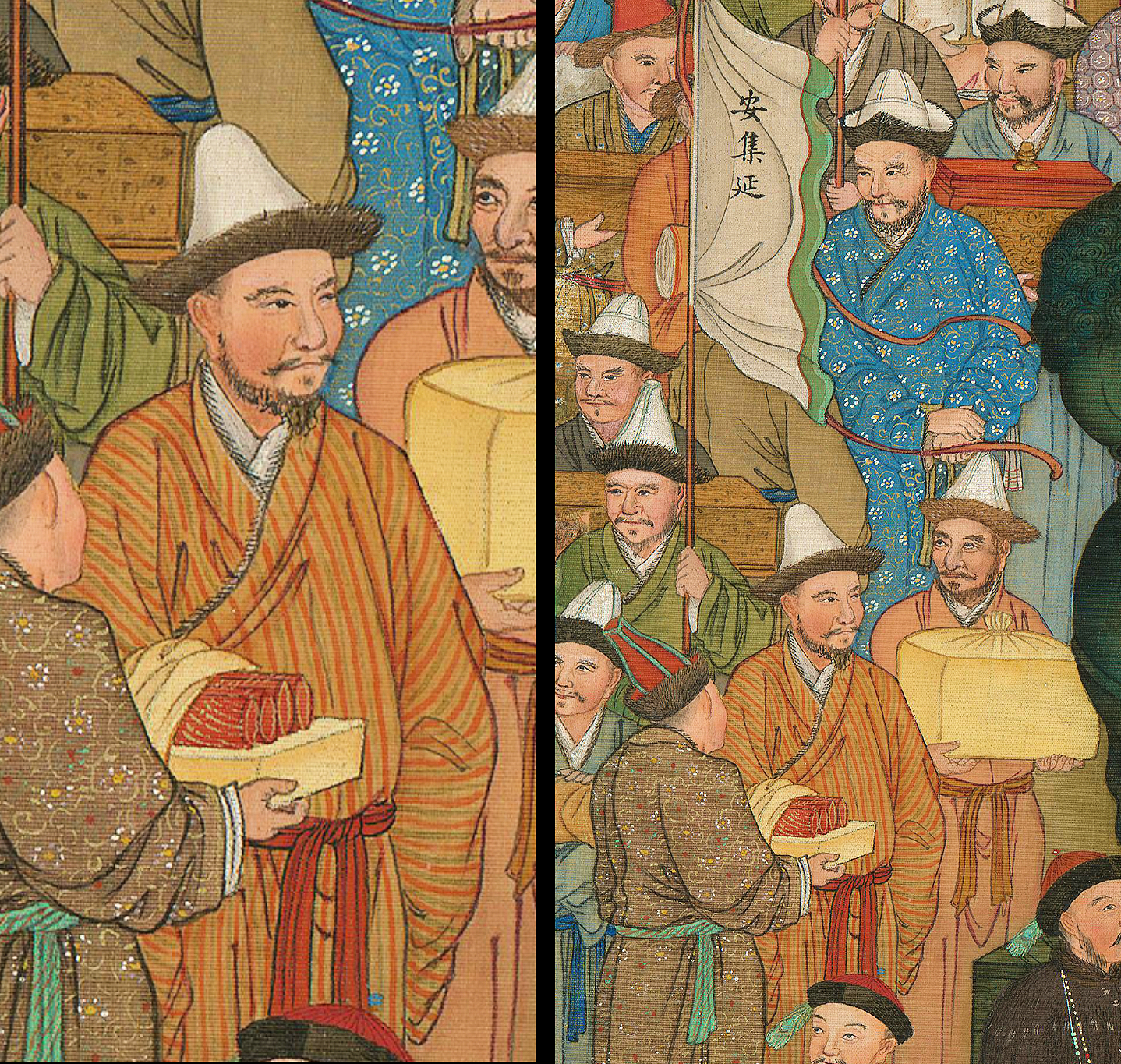
Делегаты из Андижана в Пекине (安集延, Ānjíyán, Андижанские киргизы, 1761 г.

## Религия
Киргизы в большинстве являются мусульманами-суннитами. Как показывают достаточно подробные сведения в сочинениях, составленных в Восточном Туркестане и Фергане в XVI—XVIII вв., — «Зийа ал-кулуб», «Джалис ал-муштакин», «Рафик ат-талибин», «Тазкира-йи ходжаган», «Актаб-и Тоглук-Тимур-хан» и т. д. — исламизация киргизов завершилась не позднее первой половины XVII в.
Среди киргизов сохранились некоторые культурные реликты, восходящие к доисламским культам.
В Синьцзян-Уйгурском автономном районе Китая проживает небольшая уникальная этническая группа киргизов (эмель-гольские калмак-киргизы, или буддийские киргизы — фоцзяо кыргыз) численностью несколько тысяч человек, одна часть которых исповедует ислам, а другая — буддизм в тибетско-монгольской форме.

## Культура
Основу фольклора составляет трилогия эпоса «Манас»: «Манас», «Семетей», «Сейтек». Эпос «Манас» вмещает в себя более полумиллиона строк и внесён в книгу рекордов Гиннеса как самый крупный в мире эпос и охраняется ЮНЕСКО как достояние человечества. Эпос описывает культуру, философию, мировоззрение, историю и традиции киргизского народа. Эпос отмечает огромное количество топонимических, этногенетических и исторических наименований. Известные сказители-манасчы: Саякбай Каралаев, Сагымбай Орозбаков, Жусуп Мамай и др. Существуют также малые эпосы и «дастаны», как «Эр-Тоштук», «Жаныш-Байыш», «Кожожаш», «Жаныл-Мырза», «Олжобай менен Кишимжан», «Сарынжы-Бокой», «Курманбек», «Кенен», «Алымсарык», «Кулансарык» и многие др. Также популярны сказители — акыны. Самые известные: Арстанбек Буйлаш уулу, Токтогул Сатылганов, Женижок Коко уулу, Барпы Алыкулов, Осмонкул Болобалаев, Калык Акиев, Алымкул Усенбаев, Эстебес Турсуналиев, Тууганбай Абдиев, Ашыралы Айталиев, Замирбек Усенбаев. 

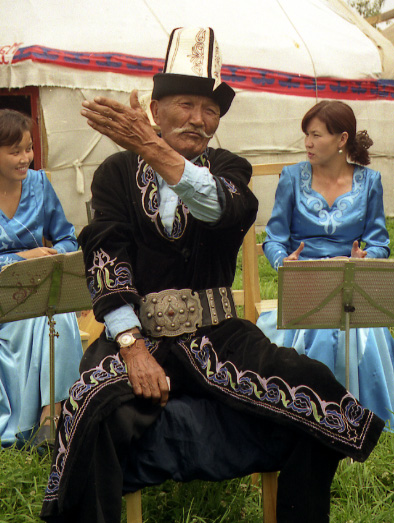
Манасчы

Киргизы устраивают так называемые конкурсы между девушками и парнями — Сармерден, и акынами — Айтыш. Айтыш — это конкурс, в котором принимают участие акыны, импровизирующие на комузе. Народную музыку киргизы разделяют на песни и кю. К кю относятся все музыкальные произведения для народных инструментов. Наиболее популярным музыкальным инструментом является трёхструнный щипковый комуз. Популярны двухструнный смычковый кыяк и язычковый металлический варган — темир ооз комуз, и деревянный — жыгач ооз комуз. Киргизский фольклор, помимо обрядовой поэзии и лирического жанра, представлен нравоучительной устной поэзией, пословицами и поговорками, загадками и сказками, мифами и легендами.

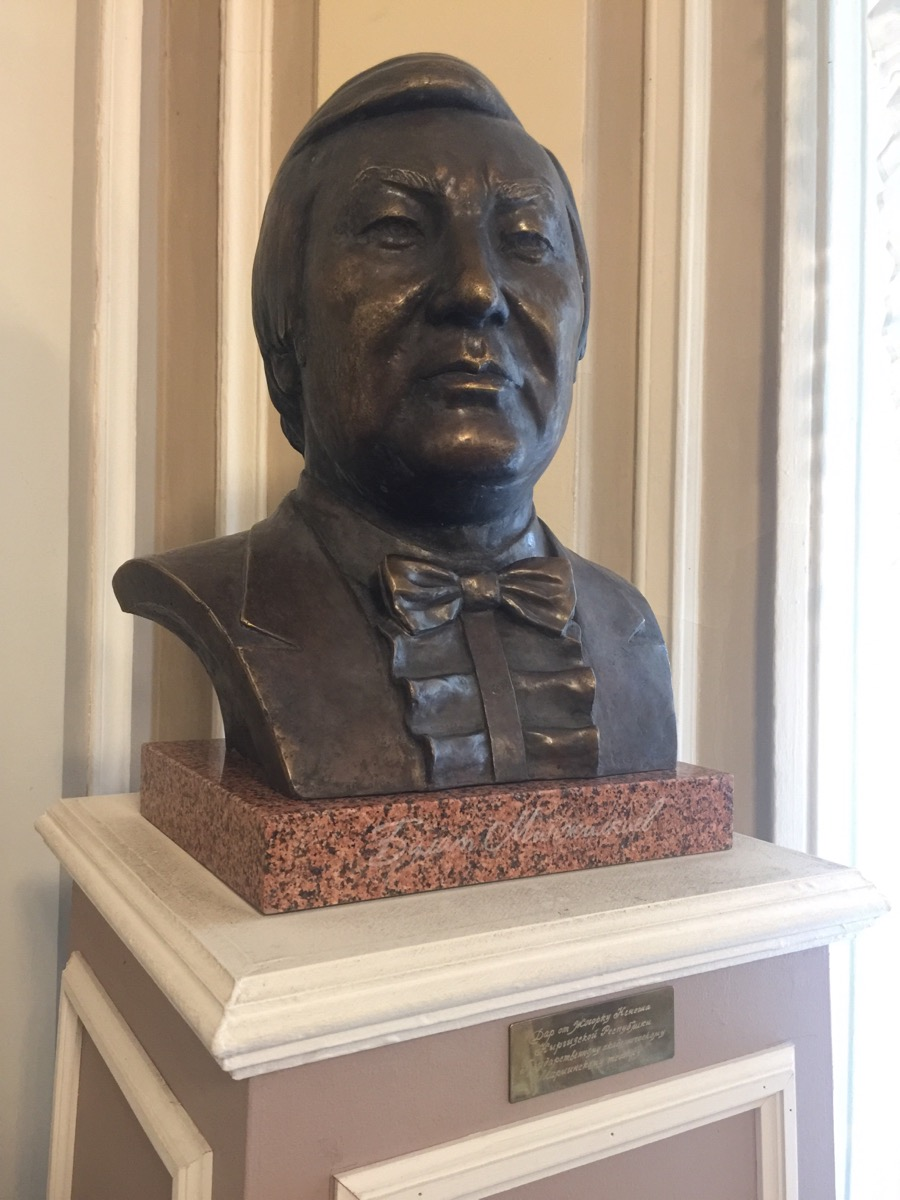
Булат Минжилкиев, бюст в Мариинском театре

Большое место в киргизской культуре занимает национальный балет и опера. Известными на весь мир представителями балета являются Бюбюсара Бейшеналиева, Чолпонбек Базарбаев, Уран Сарбагишев, Рейна Чокоева, Айсулу Токомбаева. Оперные певцы, которые выступали на знаменитых мировых сценах принесли большую славу Кыргызстану, они: Хусейн Мухтаров, Эсенбубу Молдокулова, Сайра Киизбаева, Булат Минжилкиев, Кайылгуль Сартбаева, Анвар Куттубаева, Абдылас Малдыбаев, Эсенбу Нурманбетова, Токтоналы Сейталиев, Дарика Жалгасынова и др. Знаменитые композиторы: Абдылас Малдыбаев, Владимир Фере, Владимир Власов, Пётр Шубин, Калый Молдобасанов, Асанхан Джумахматов, Насыр Давлесов и др.
Одними из основателей национальной литературы считаются Аалы Токомбаев, Джоомарт Боконбаев, Алыкул Осмонов. Современная литература представлена произведениями таких писателей как Шербото Токомбаев, Мар Байджиев. Широкую известность получил лауреат Ленинской премии, киргизский писатель Чингиз Айтматов. Его произведения повлияли на киргизский кинематограф. Знаменитые кинорежиссёры: Толомуш Океев, Геннадий Базаров, Динара Асанова, Болот Шамшиев, Дооронбек Садырбаев, Мелис Убукеев, Нуртай Борбиев и др. Знаменитые актёры: Суйменкул Чокморов, Муратбек Рыскулов, Бакен Кыдыкеева, Болот Бейшеналиев, Таттыбубу Турсунбаева, Советбек Жумадылов, Сабира Кумушалиева, Сатыбалды и Мираида Далбаевы, Дооронбек Садырбаев, Джамал Сейдакматова и др.

## Национальные игры

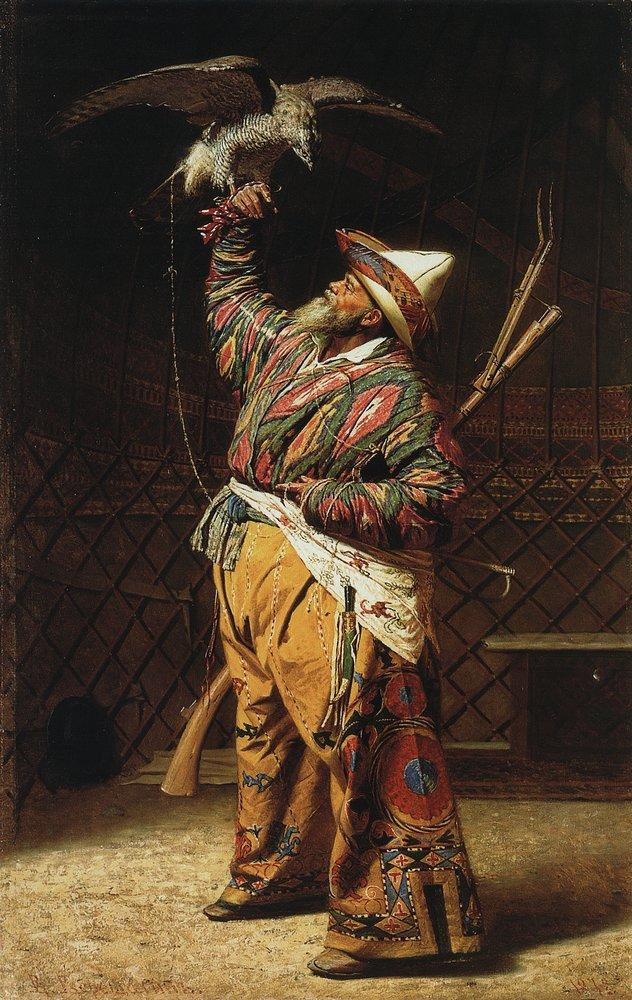
«Богатый киргизский охотник с соколом». Картина В. В. Верещагина

Среди киргизов популярны единоборства и конные игры. Национальными видами игр являются борьба курёш и алыш, скачки на иноходцах жорго салыш, конная игра улак тартыш, подбор монет с земли на скаку тыйын энмей, кыз куумай, единоборство всадников оодарыш, аркан тартмай, логическая игра тогуз коргоол, топ таш, жамбы атмай, ордо, ак чёлмёк и др. Игра тогуз коргоол представляет собой интеллектуальную игру, состоящую из овальной деревянной доски с девятью углублениями и мелких арчевых шариков. При этом каждый игрок должен переложить шарики из одного углубления в другие, производя при этом сложные вычисления. Любимы скачки байге, но апофеозом традиционных конных игр служит борьба за тушу козла улак тартыш (кок-бору).
По сей день киргизы разводят коней. В киргизском языке есть более десяти определений, которые дифференцируют лошадей от рождения жеребёнка и до конца жизни животного. Конь был символом благополучия: именно на конях сражались с врагами; лошадь была источником мяса, кумыса, топлива. Особенно ценятся иноходцы — жорго. Этот тип аллюра хорош тем, что он довольно быстрый и плавный, всадник меньше утомляется в дороге.
Кыргызстан предложает проводить Всемирные игры кочевников (ВИК) и нашёл в этом поддержку на саммите тюркоязычных стран. ВИК проводятся в Кыргызстане с 2014 года.
Также у киргизов популярны показательные игры с ловчими птицами и гончими псами салбуурун.

## Язык

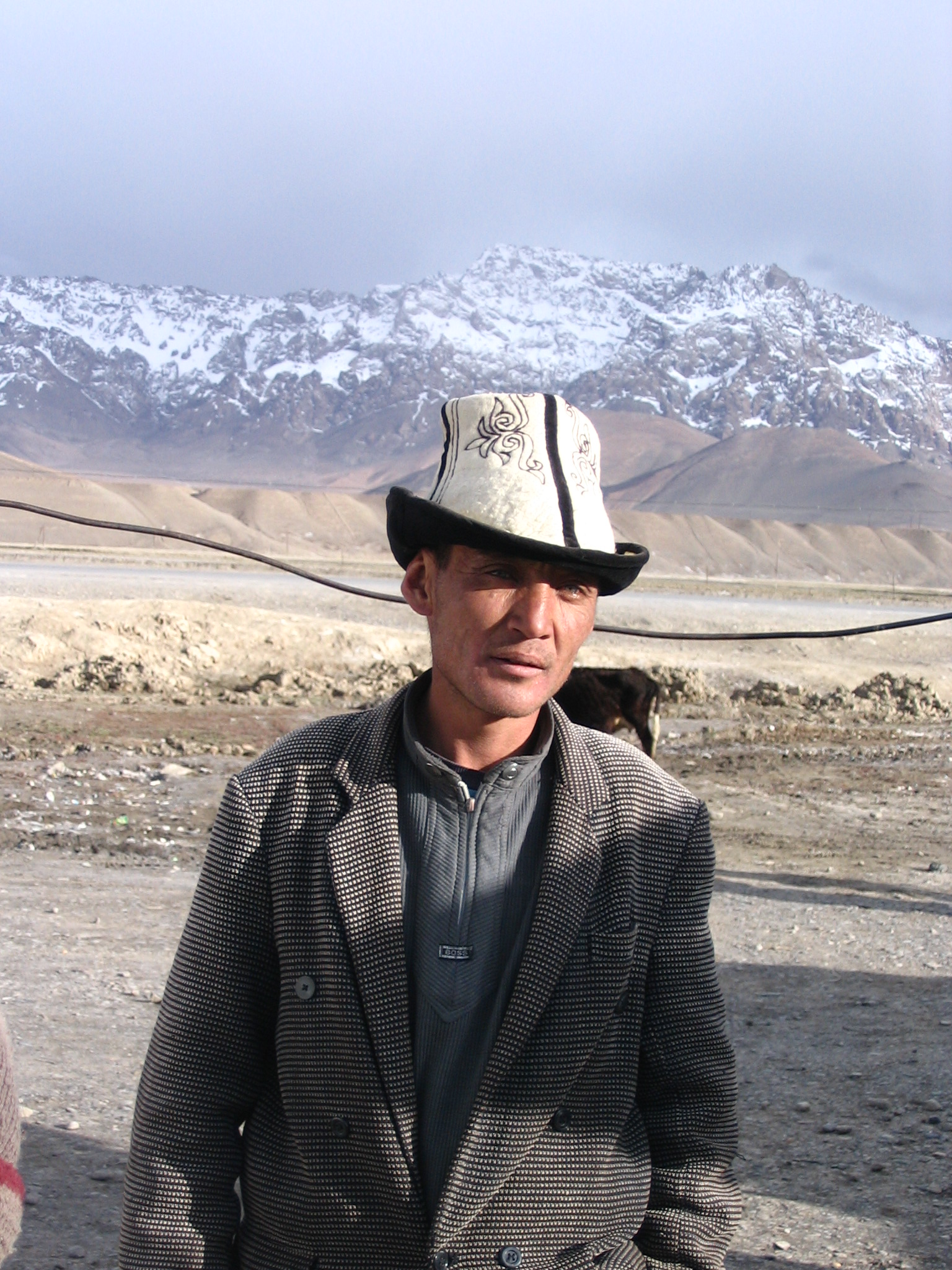
Киргиз около Мургаба на Памире

Современный киргизский язык относится к киргизско-кыпчакской подгруппе кипчакской группы тюркских языков. Киргизский язык состоит из северокиргизского, южнокиргизского диалектов, таласского говора, ферганско-кыпчакского языка.
Письменность до 1928 года в СССР и по настоящее время в Китае на основе арабского письма. С 1928 по 1940 годы для киргизов, проживавших в СССР, использовался латинский алфавит. С 1940 года была введена современная письменность на основе кириллицы.

## Семья и брак
Традиционная семья носит патриархальный характер. Если в семье несколько сыновей то младший сын женившись остаётся с родителями в родительском доме, родительский дом по наследству достаётся ему. По традиции, каждый киргиз должен знать имена дедов и прадедов по мужской линии до седьмого колена — жети ата («семь отцов»). Дочь выйдя замуж становится практически членом семьи мужа. Её дети будут принадлежать роду мужа. Непосредственно перед свадьбой семья невесты устраивает той («пир») кыз узатуу — «проводы дочери».
Неоднозначную оценку в киргизском обществе получила практика «похищения невест», противоречащая уголовному законодательству и социальным устоям. Насильственное похищение невесты стало восприниматься как традиция лишь в XX веке. По данным ООН, 13,8 % киргизок в возрасте до 24 лет вышли замуж против воли.
Раньше по обычаю существовали ранние формы сватовства — кудалашуу, сватовство ещё не родившихся детей — бел куда, и младенцев — бешик куда. В первом случае о будущей свадьбе ещё не родившихся детей договаривались преданные друг другу друзья. Как правило, в будущем дети этих друзей называют их аяш ата или апа.

## Национальная одежда
Традиционному киргизскому костюму присущи своеобразные черты, типичные для одежды кочевников — это удобство, многофункциональность и натуральность материалов. Женский киргизский гардероб, так же как и мужской, состоит из нательной и верхней одежды. К нательным относятся платье — кёйнёк, и шаровары. В комплекте с рубахой, мужские штаны могли быть из выделанной кожи или замши — жаргакшым, кандагай, шалбар. На груди женских рубах всегда имеется вышивка или надевается нагрудник — онур, жака, расшитые цветными нитками. Поверх надевают вышитый национальными орнаментами и узорами халат из войлока, бархата, велюра, вельвета, парчи, кожи и замши, которые называются чепкен, чапан, кементай (из белого войлока), кемсел, чыптама (с короткими рукавами) и т. д.
В холодное время года киргизы — как мужчины, так и женщины — носят шубы и тулупы, сделанные из овечьей, лисьей, волчьей, тигровой шкур и крытые тёмной тканью с меховыми воротниками — ичик, тон. Уникальными элементами женской одежды является распашная юбка — белдемчи, которую носили женщины в возрасте, и элечек — хлопчатый тюрбан, закрывающий шею и волосы, состоящий из 20-30 метров белой ткани, который наматывали на голову замужних женщин.
Головной убор элечек обычно украшали бархатными тканями и перьями птиц, пришивали к ним различные украшения из серебра, жемчуга, коралла и других ценных камней. Тюрбан имел также и практическое применение: в случае если беременная женщина по каким-либо обстоятельствам была вдали от дома, она могла распустить тюрбан и запеленать в белую ткань новорождённого ребёнка; в случае если умирал человек во время кочёвки или вдали от дома, распускали тюрбан и использовали белую ткань в качестве савана для погребения умершего.
Самым известным мужским головным убором киргизов является войлочная шляпа — калпак. Он бывает с разрезами отворотов по бокам (Бакай-калпак), спереди или с цельными отворотами, их украшают узорами, бархатными вставками и кисточками. В зависимости от возраста, социального положения и должности джигита отличался цвет отворотов калпака. Кроме того, существуют такие виды головных уборов как лёгкая войлочная шапочка топу, а также меховая шапка из шкур соболя, куницы, лисы, барса, норки, сурка — тебетей. У девушек подобные головные уборы украшаются пышным султаном из перьев птиц (в частности, сов (кирг. үкү) и журавлей (кирг. каркыра)).
Пояс является важным атрибутом киргизской национальной одежды и делается на основе крепкой кожи, покрывается золотыми, серебряными, медными, стальными пластинками и зачастую украшается драгоценными камнями — кемер, кур. Согласно традициям, если человек, сильно обидев кого-то, осознаёт свою вину, то он должен просить прощение, повесив на свою шею пояс. После этого человек должен был простить своего обидчика.
На ноги киргизы надевают мягкие кожаные сапоги с лёгкой подошвой — ичиги или маасы. Древним видом мужской обуви были полусапожки чокой и чарык, пайчеки из недублёной кожи. Тем не менее в последние десятилетия на место традиционному киргизскому костюму приходят европейские тенденции, люди молодого и среднего возраста одеваются по общей мировой моде, но наряду с этим киргизские узоры и орнаменты как никогда актуальны в Кыргызстане и за её пределами.

## Родоплеменная структура
Родоплеменная структура киргизов включает в себя два племенных союза — Отуз уул и Он уул. Племена группируются на правое (Оң канат) и левое (Сол канат) крылья.
Согласно китайским письменным источникам, оформление родоплеменной структуры у киргизов завершилось в первой половине XVI века.
Общим легендарным отцом киргизов согласно санжыре (от араб. شجرة шажара) считается Долон-бий, у которого было три сына Ак уул (правое крыло), Куу уул (левое крыло) и Кызыл уул (группа Ичкилик). Потомки Ак уул и Куу уул вошли в племенной союз Отуз уул. Потомки Кызыл уул образовали союз Он уул.
Отуз уул (30 сыновей):
1. Ак уул — Оң канат:
- Көкө и Наалы → Моңолдор
- Адигине → Жору, Баргы, Бөрү, Карабагыш, Пайгут, Баарын, Сарттар
- Тагай → Бугу, Сарыбагыш, Солто, Жедигер, Коңурат, Саяк, Суумурун, Тынымсейит
- Кара Чоро → Азык, Багыш, Чекир Саяк, Черик
- Муңгуш

2. Куу уул — Сол канат:
- Кушчу, Мундуз, Басыз, Саруу, Кытай, Жетиген, Төбөй, Чоң Багыш

Он уул (10 сыновей):
3. Кызыл уул — Ичкилик:
- Кыпчак, Кесек, Тейит, Каңды, Бостон, Нойгут, Найман, Дөөлөс, Ават, Оргу, Кыдыршаа.

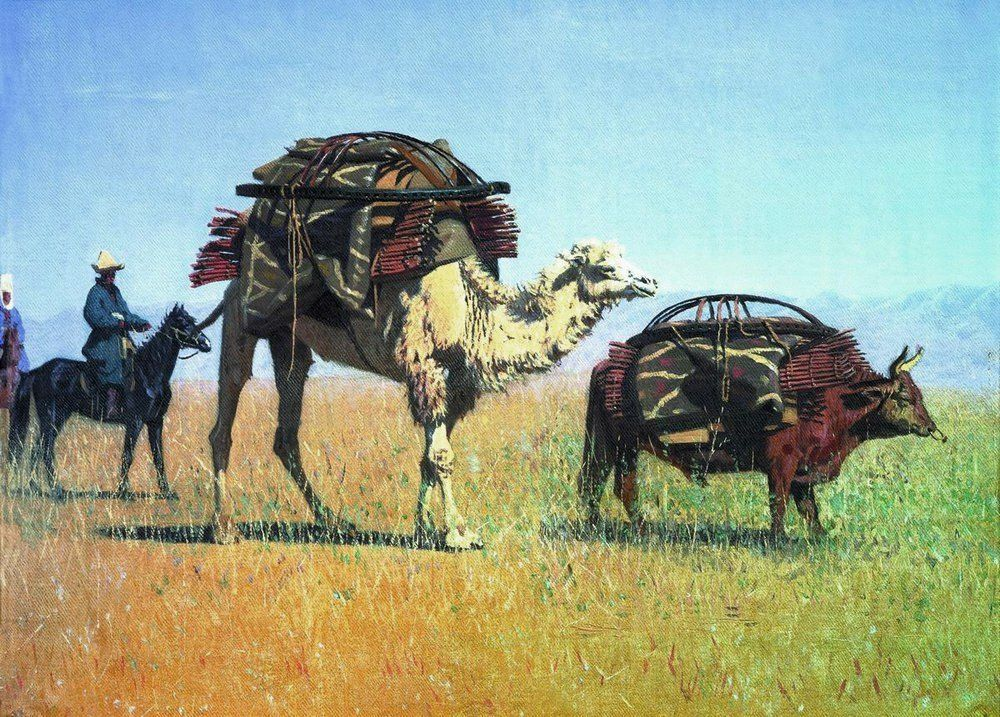
«Перекочёвка киргизов» — из Туркестанской серии В. В. Верещагина (1869—1870)
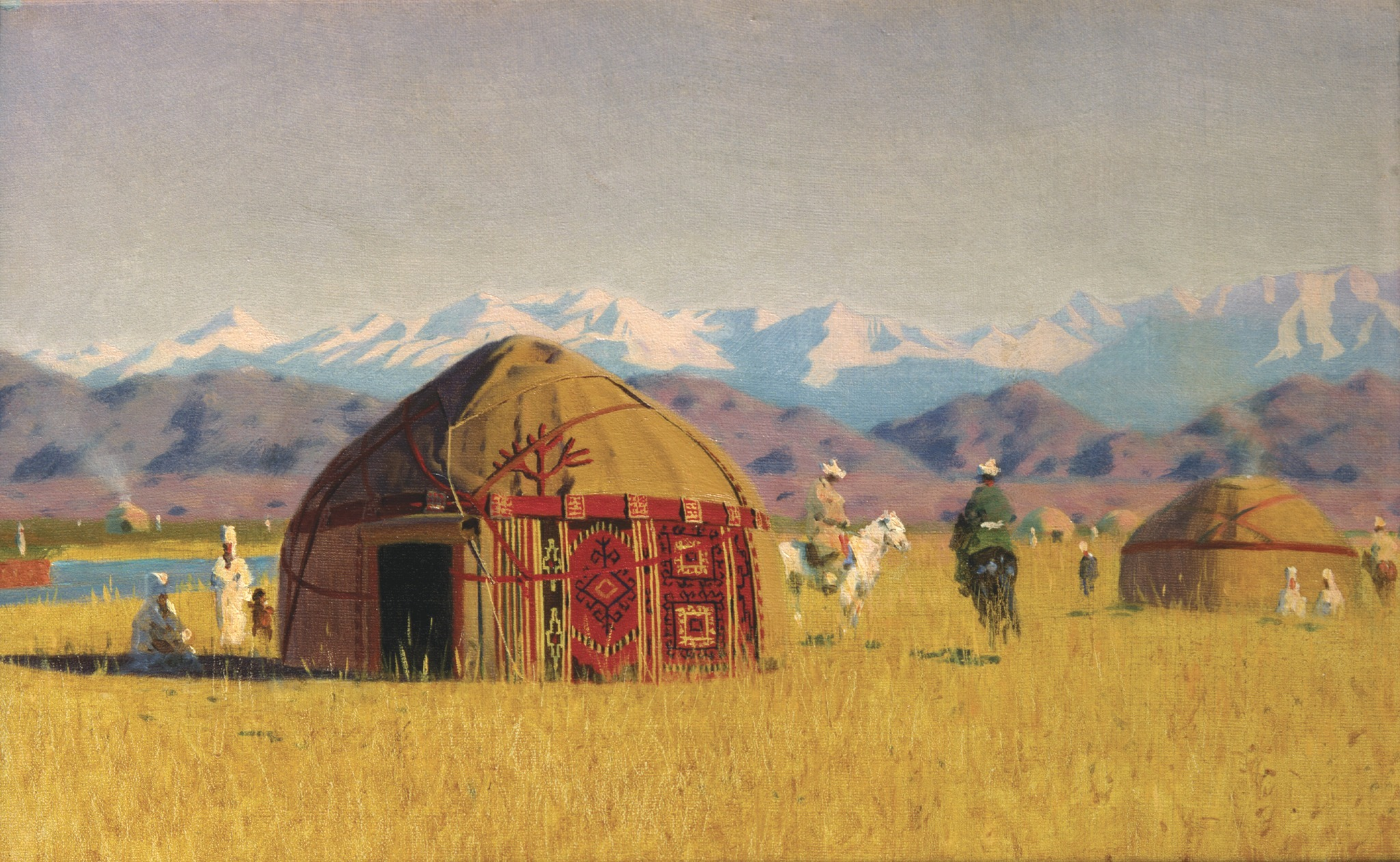
«Киргизские кибитки на реке Чу» — из Туркестанской серии В. В. Верещагина (1869—1870)
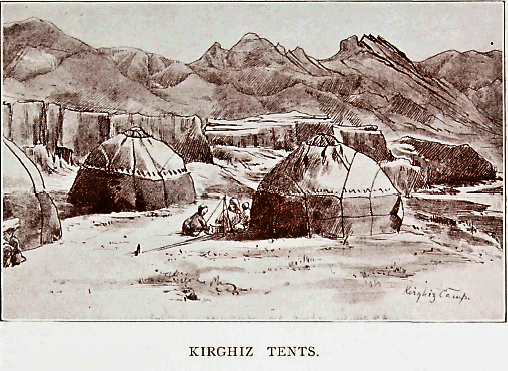
Юрты киргизов на иллюстрации 1914 года

### Книги
- Абрамзон С. М. Киргизы и их этногенетические и историко-культурные связи. — Л.: Наука, 1971. — 404 с. (Переизд.: Фрунзе: Кыргызстан, 1990. — 480 с. — ISBN 5-655-00518-2
- Р. А. Абдуманапов. Кипчакский компонент в родоплеменной структуре кыргызов // Кипчаки в этногенезе кыргызов / отв. ред. А. М. Мокеев. — Бишкек: КРСУ, 2015. — 200 с. — ISBN 978-9967-19-191-4.
- К. И. Петров. Киргизы в составе Моголистана и формирование киргизской народности // История Киргизской ССР: с древнейших времён до середины XIX вв / ред. М. Б. Джамгерчинов, О. К. Караев, В. М. Массон, В. П. Мокрынин, глав ред: В. М. Плоских. — Фрунзе: Издательство «Кыргызстан», 1984. — Т. 1. — 795 с.
- В. П. Юдин. Центральная Азия в XIV-XVIII веках глазами востоковеда. — Алма-Ата: Дайк-Пресс, 2001. — 384 с. — ISBN 9965-441-39-1.
- О. К. Караев. Чагатайский улус. Государство Хайду. Могулистан. Образование кыргызского народа. — Бишкек: Кыргызстан, 1995. — 160 с.
- К. И. Петров. Очерки феодальных отношений у киргизов в XV-XVIII веках / отв. ред. Б. К. Пашков. — Фрунзе: АН Киргизской ССР, 1961. — 178 с.

### Статьи
- Т. И. Султанов. К историографии этнополитической истории улусов Джучи и Чагатая // Золотоордынское обозрение. — 2017. — Т. 5, № 1. — С. 74—92.
- Р. А. Абдуманапов. К вопросу происхождения кыргызского племени Азык // Международная научно-практическая конференция «Актуальные проблемы Саяно-Алтая и сопредельных территорий»  / ред. Л. Д. Анжиганова. — Абакан: ХГУ, 2002. — С. 10.